# Alburnus sarmaticus
Alburnus sarmaticus är en fiskart som beskrevs av Jörg Freyhof och Maurice Kottelat 2007. Alburnus sarmaticus ingår i släktet Alburnus och familjen karpfiskar. IUCN kategoriserar arten globalt som starkt hotad. Inga underarter finns listade i Catalogue of Life.